# إدوين نونيز
إدوين نونيز (بالإنجليزية: Edwin Núñez)‏ هو لاعب كرة قاعدة أمريكي، ولد في 27 مايو 1963 في Humacao, Puerto Rico ‏ في بورتوريكو.

## وصلات خارجية
- إدوين نونيز على موقعبيزبول رفرنس.كوم (الدوري الرئيسي) (الإنجليزية)
- إدوين نونيز على موقعبيزبول رفرنس.كوم (الدوري الثانوي) (الإنجليزية)
- إدوين نونيز على موقع مشجعي الرسوم البيانية (الإنجليزية)